# 聖バーフ大聖堂 (ヘント)
聖バーフ大聖堂（せいバーフだいせいどう、オランダ語: Sint-Baafskathedraal）は、ベルギー王国フランデレン地域の東フランデレン州の都市ヘント（ゲント、フランス語: ガン）にある、ローマ・カトリック教会の教会（司教座聖堂）。

## 名称について
ヘント市民が聖人として崇敬するヘントのバーフに由来している。日本語表記では、バーフの英語読みである「バボ」表記が用いられる場合もある。

## 概要
1540年以降、聖バーフ教会となり、1559年以来はローマ・カトリック教会の司教座聖堂である。『神秘の子羊』（ヘントの祭壇画）が寄進され、紆余曲折を経て、再び本聖堂で公開されている。

## 歴史
元々は洗礼者ヨハネに献堂され、「聖（シント）ヤン教会」の名称だった。ヘントの城壁内で最も古い教会であるが、教区民の寄進によって建設が行われたため、完成までに長期間を要している。
毛織物職人のヨース・フェイトは、聖ヤン教会の管財人を務めており、1410年から1420年にかけて行われた南側の礼拝堂建設に際して寄進を行った。このときフーベルト・ファン・エイクに祭壇を飾る絵を注文し、これが後に『神秘の子羊』（ヘントの祭壇画）となった。祭壇画は1432年に完成した。
1500年2月24日、ブルゴーニュ公フィリップの長男としてカール（のち神聖ローマ皇帝兼スペイン王）が誕生し、3月7日にその洗礼式を本教会で執り行った。1538年頃、ヘントの市民たちが叛乱を企てるが、フランス王フランソワ1世から支援を得ることに失敗し、1540年2月24日に君主であるカールに無血開城する。カールは首謀者らを即処刑し、ヘントの様々な特権が剥奪された。この時、カールはスペイン兵を駐屯させるため聖バーフ修道院を取り壊して要塞としたため、同修道院から聖堂参事会を聖ヤン教会に移す許可を与えた。以後、聖バーフ教会として知られる。
カールの長男であるスペイン王フェリペ2世がネーデルラントを継承し、1559年5月12日、司教区を再編させ、聖バーフ教会をヘント教区の司教座聖堂とした。
『神秘の子羊』は、18世紀以降、散逸及び損傷したが、1919年のヴェルサイユ条約によりドイツからベルギーに返還された。しかし、1934年に盗難事件により、1枚のパネルが現在まで行方不明となっている。第二次世界大戦中は、フランスに疎開させたが、ヴィシー政権からナチス・ドイツの手に渡り、戦後、ヘントに返還された。1986年まで、フェイト礼拝堂に飾られていたが、盗難防止等のため旧洗礼堂に移設された。フェイト礼拝堂は狭く、絵全体を見ることが困難だった。祭壇画は2012年から2017年にかけて、最新の科学技術を用いて修復された後、再び聖バーフ大聖堂に戻されている。

## 美術品
- 神秘の子羊（フーベルト及びヤン・ファン・エイク兄弟） - 1432年完成
- 聖バーフの修道院入門（ピーテル・パウル・ルーベンス） - 17世紀
- 真理の説教壇（ローラン・デルヴォー（英語版）） - 1740年代

## ギャラリー

### 外観

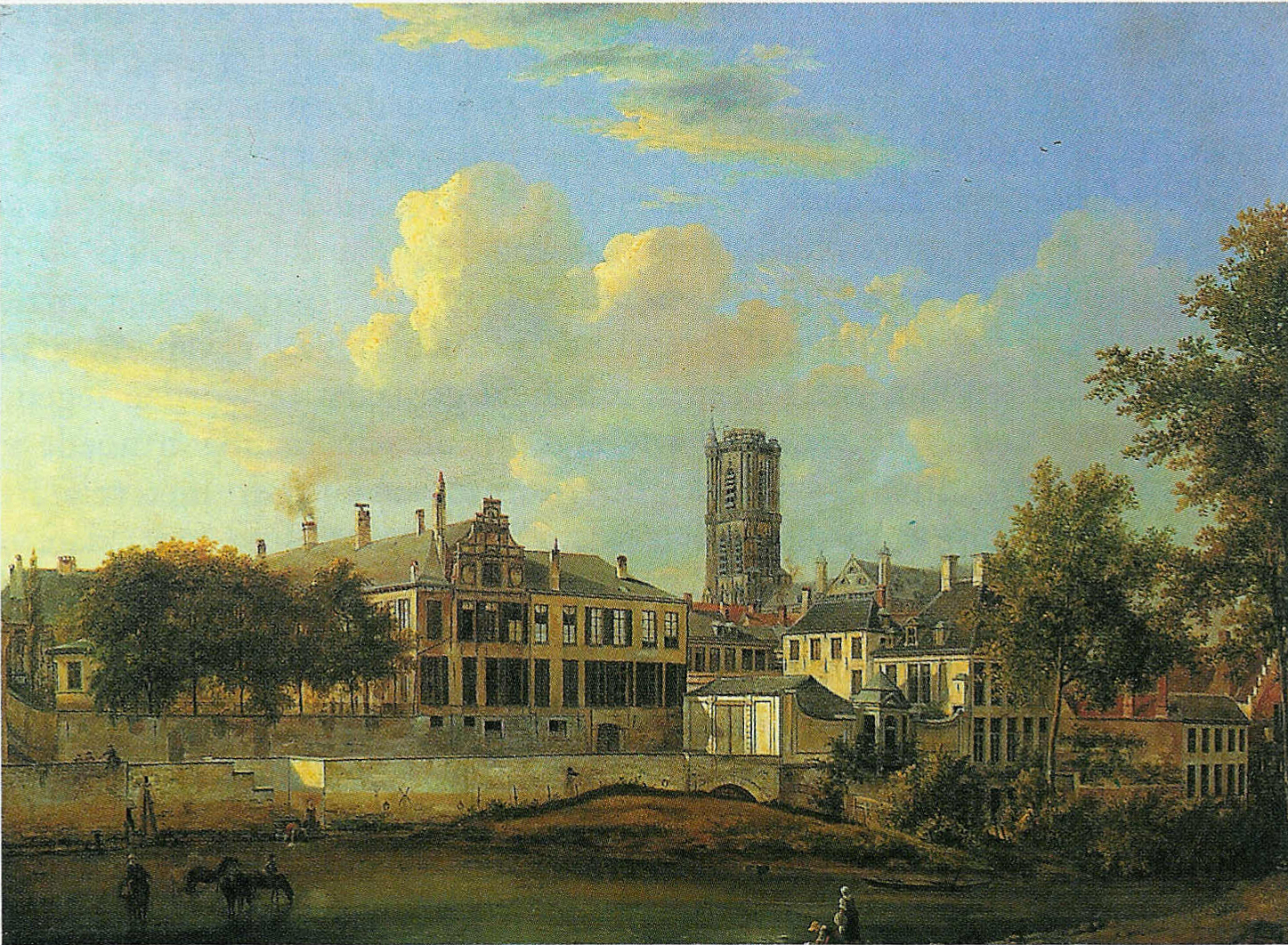
1819年、デ・ノートル（英語版）画
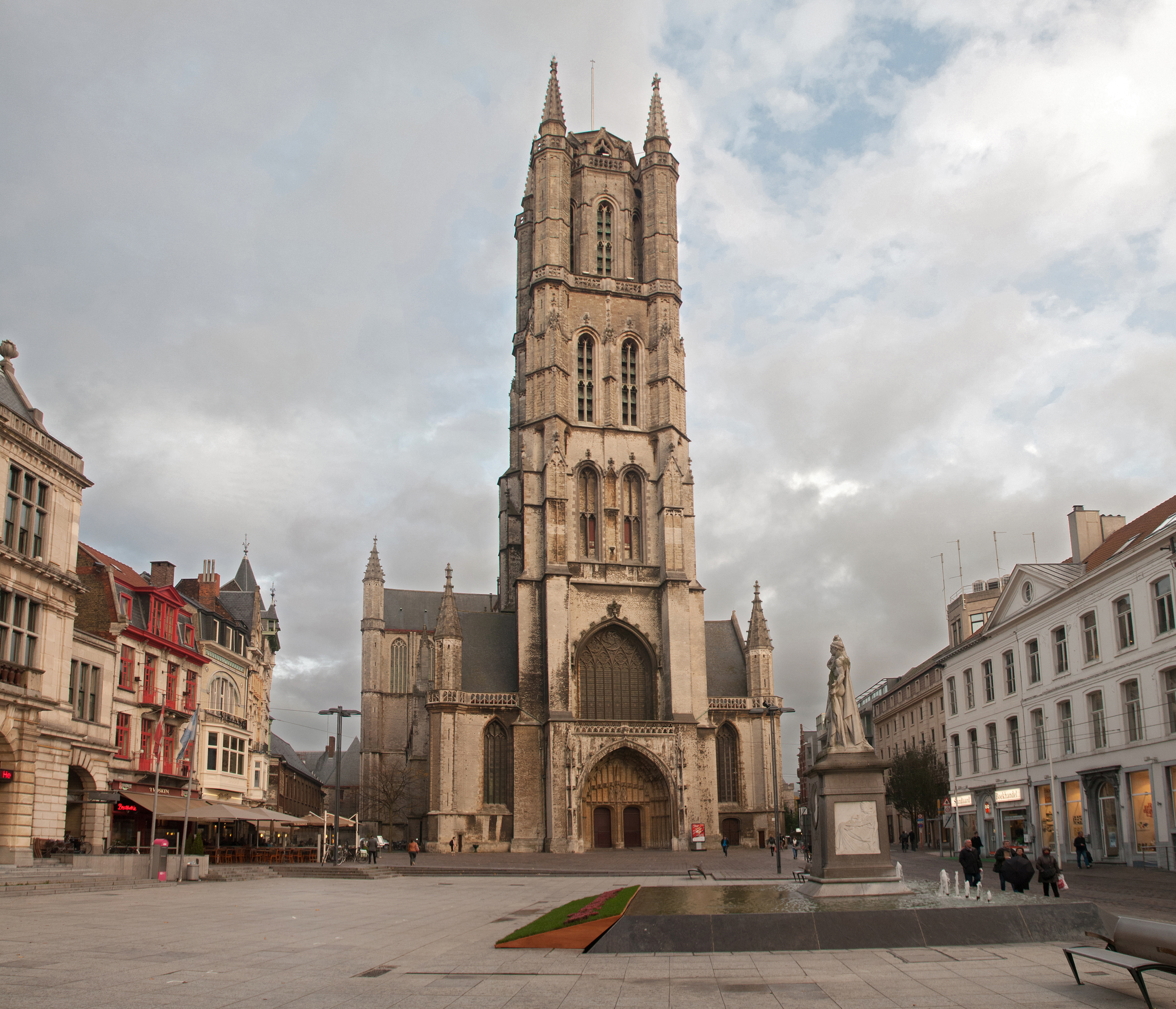
2012年撮影

### 内部

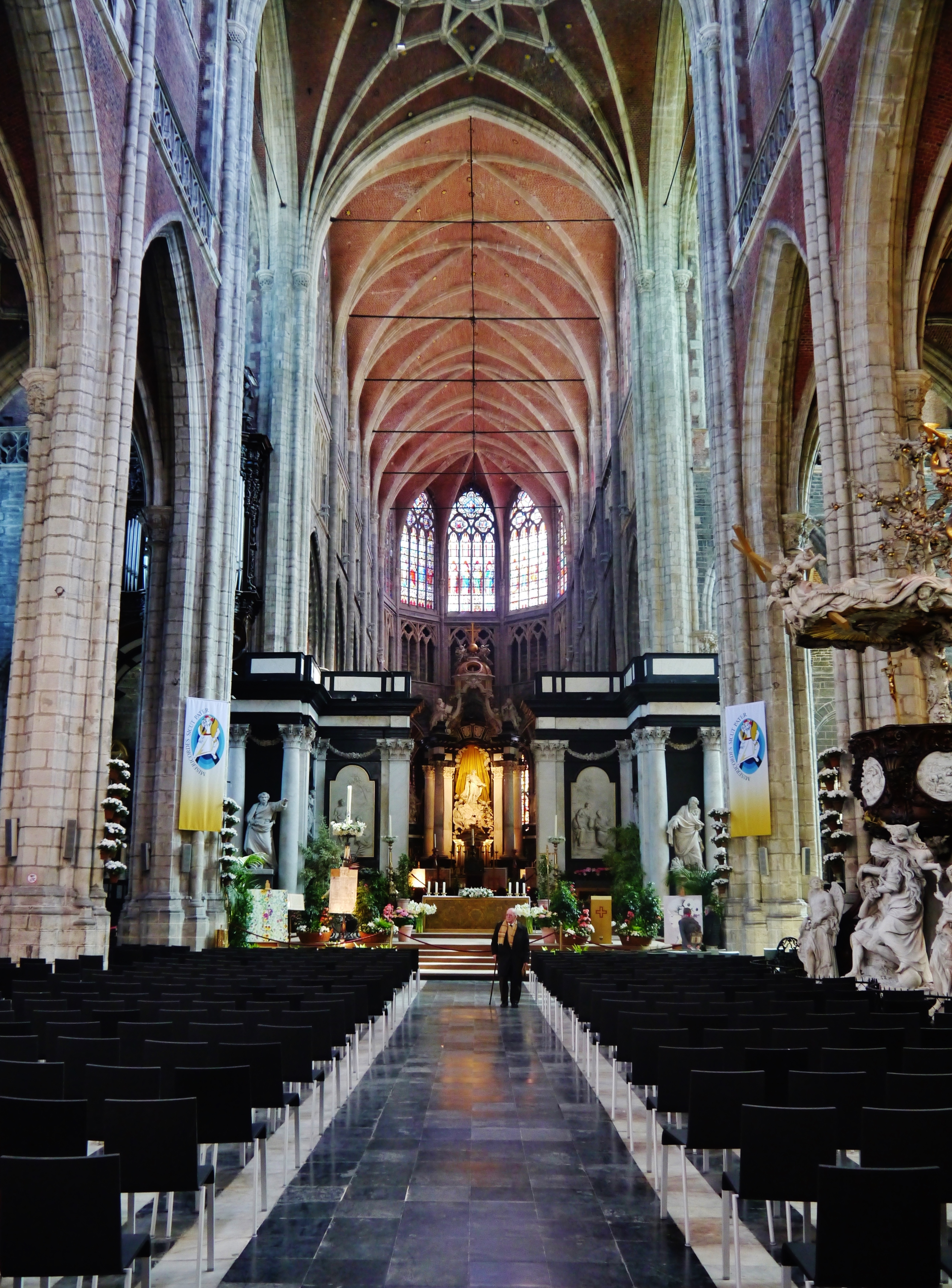
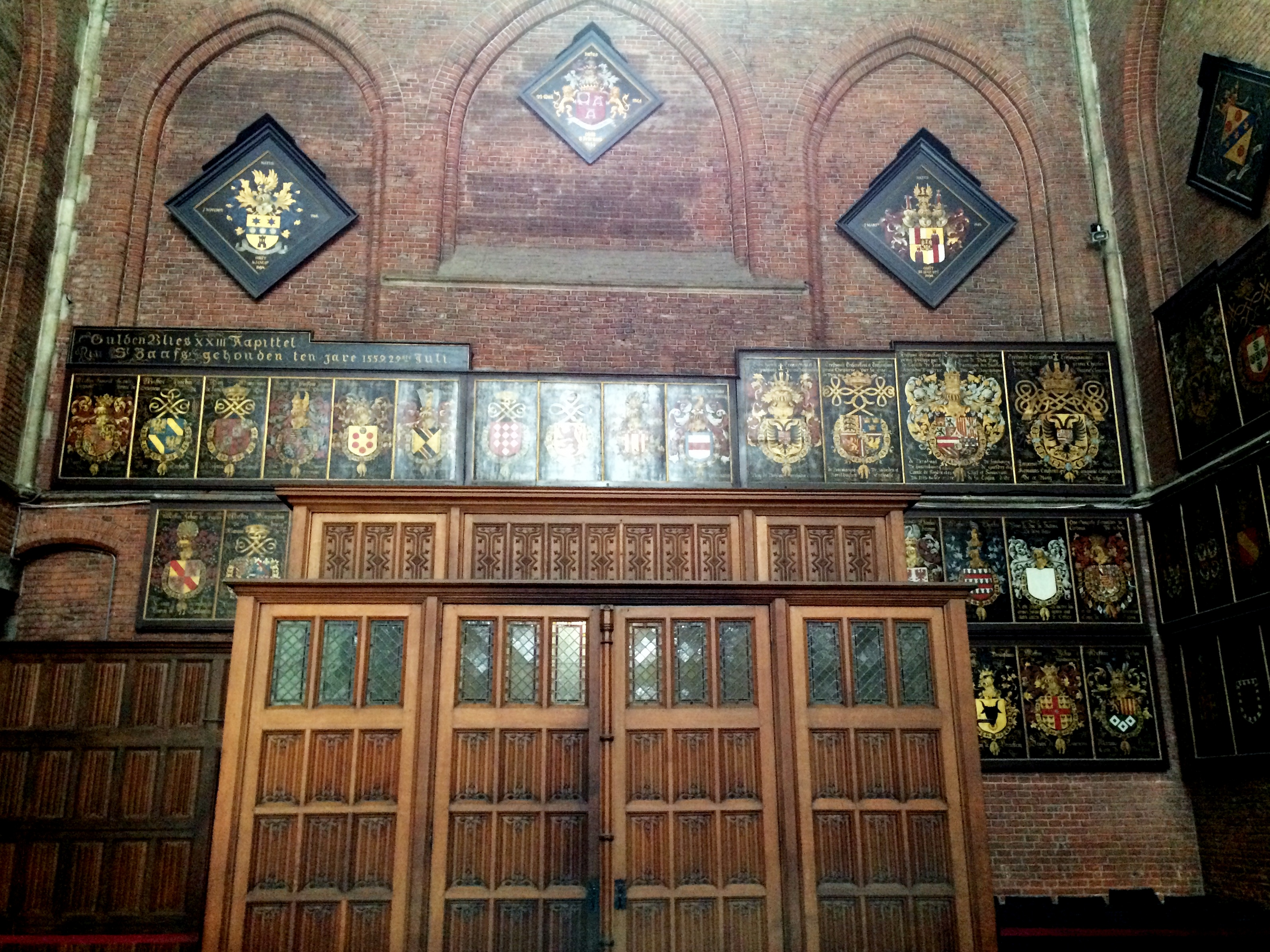
1559年、最後の騎士団集会における金羊毛騎士団員の紋章
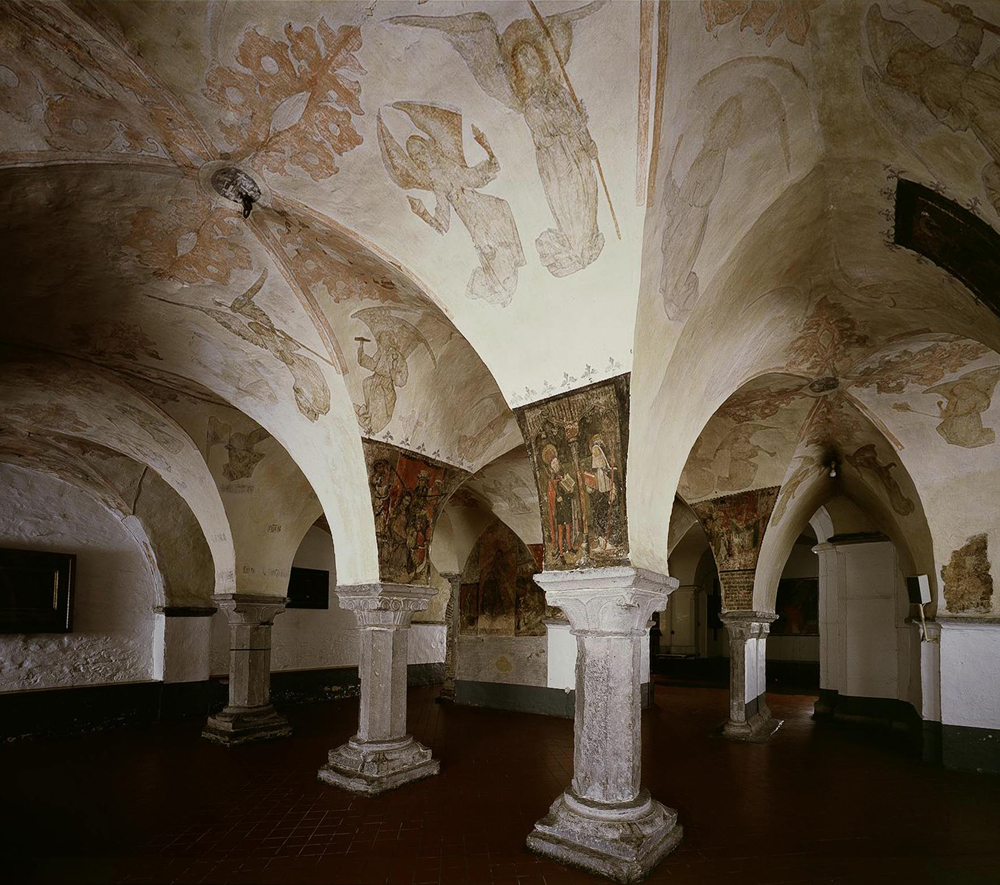
地下聖堂（クリプト）
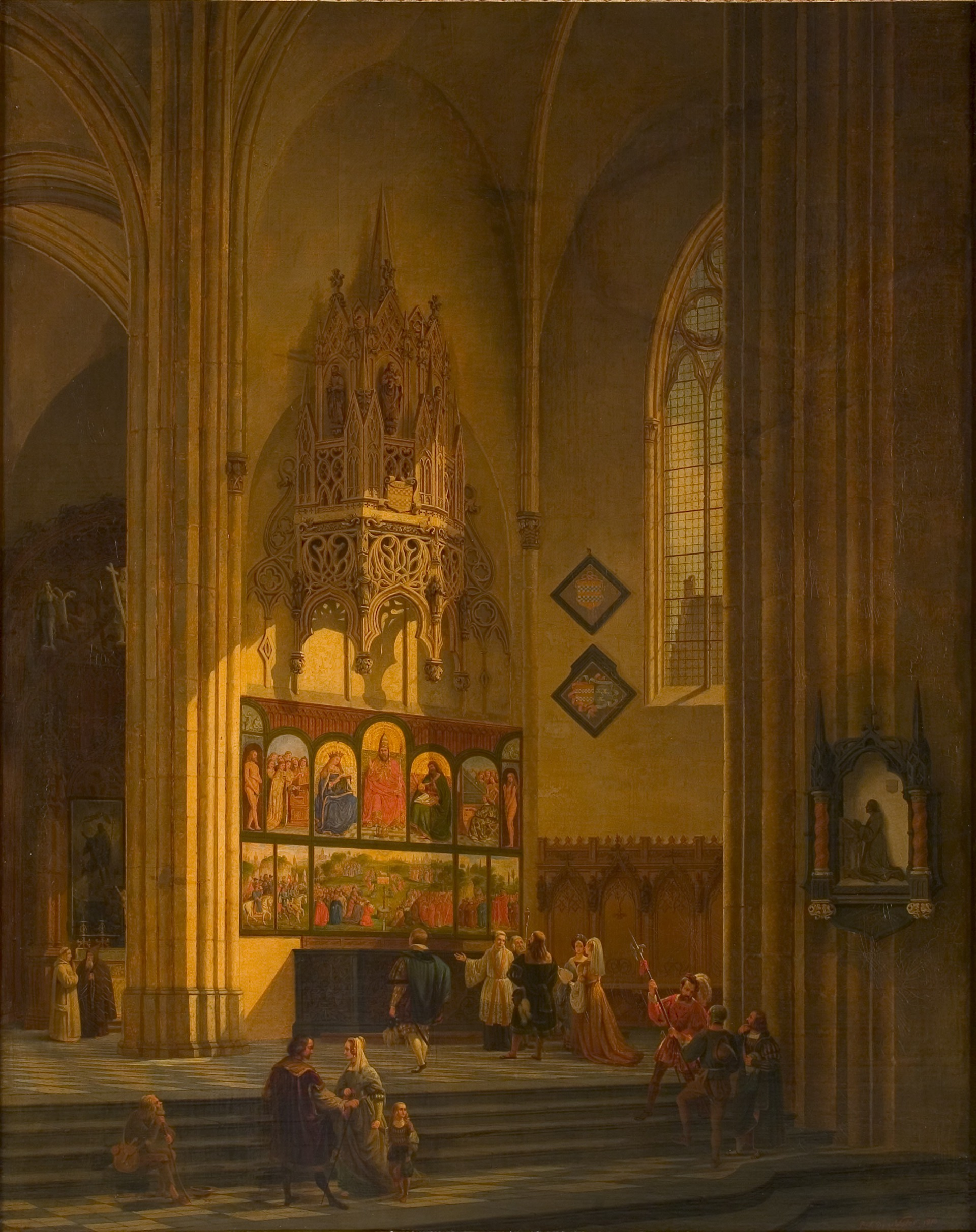
『フェイト礼拝堂を参拝するデューラー』1840年、デ・ノートル画

### 美術品

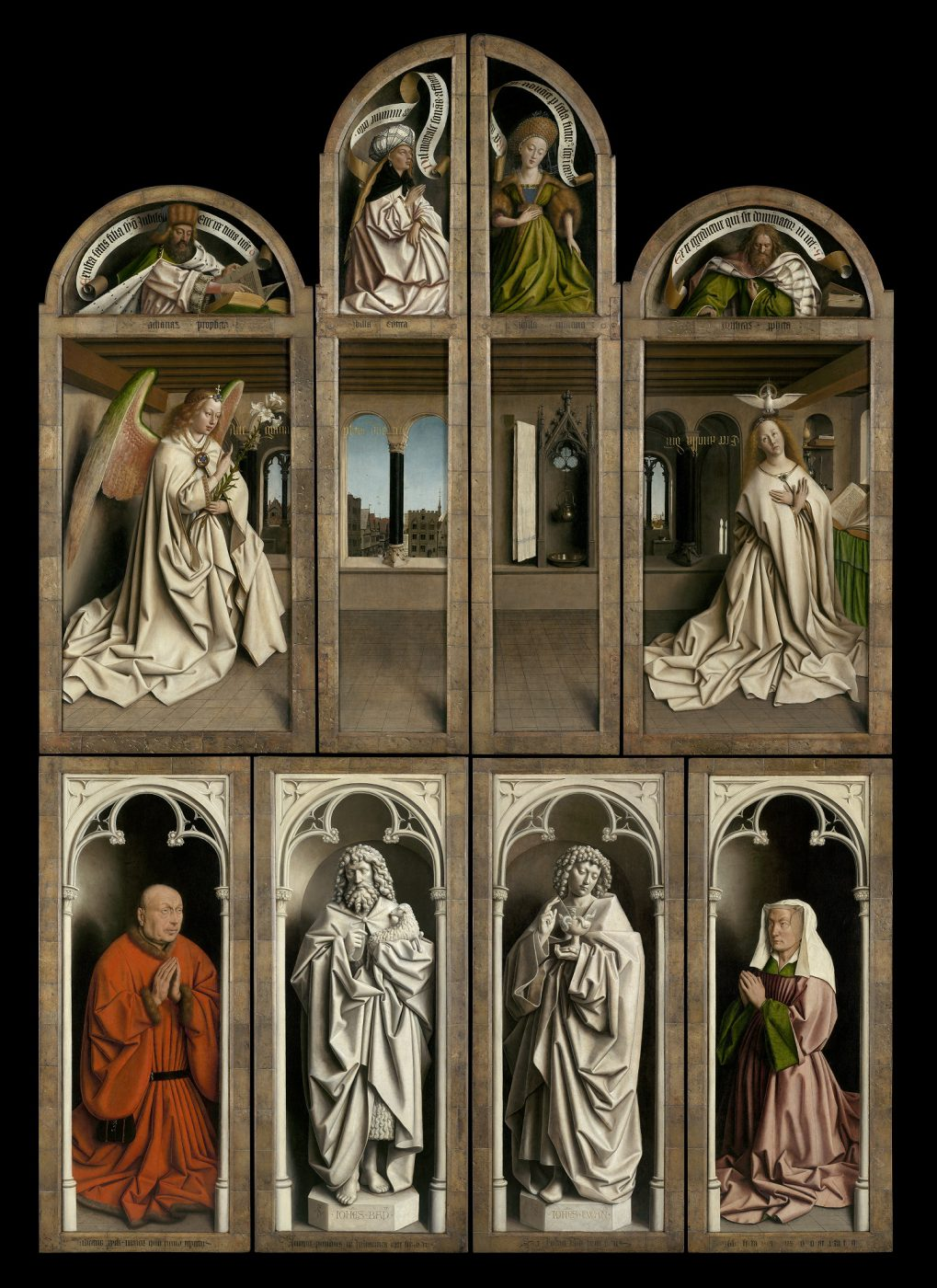
神秘の子羊（外面）
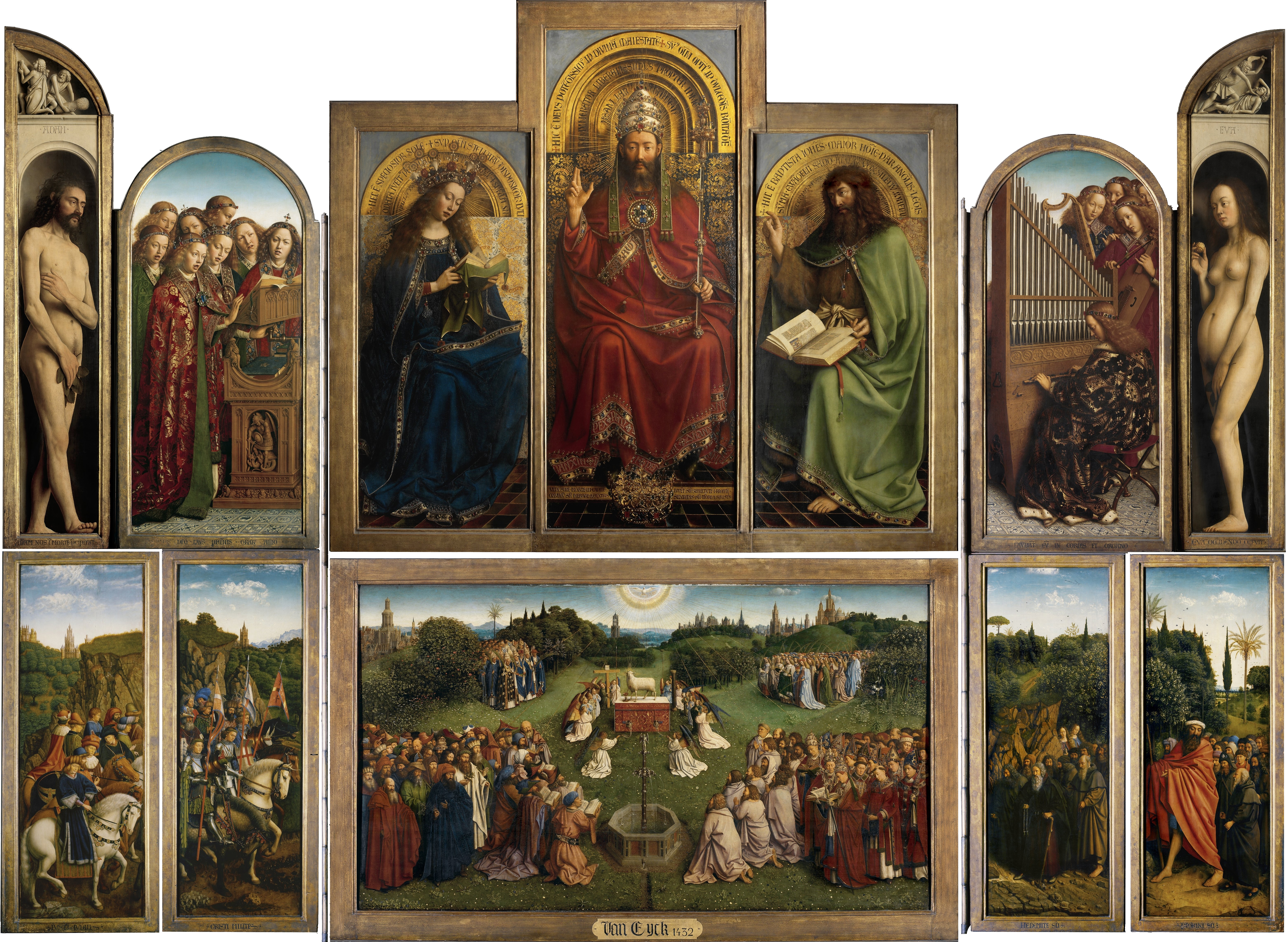
神秘の子羊（内面）
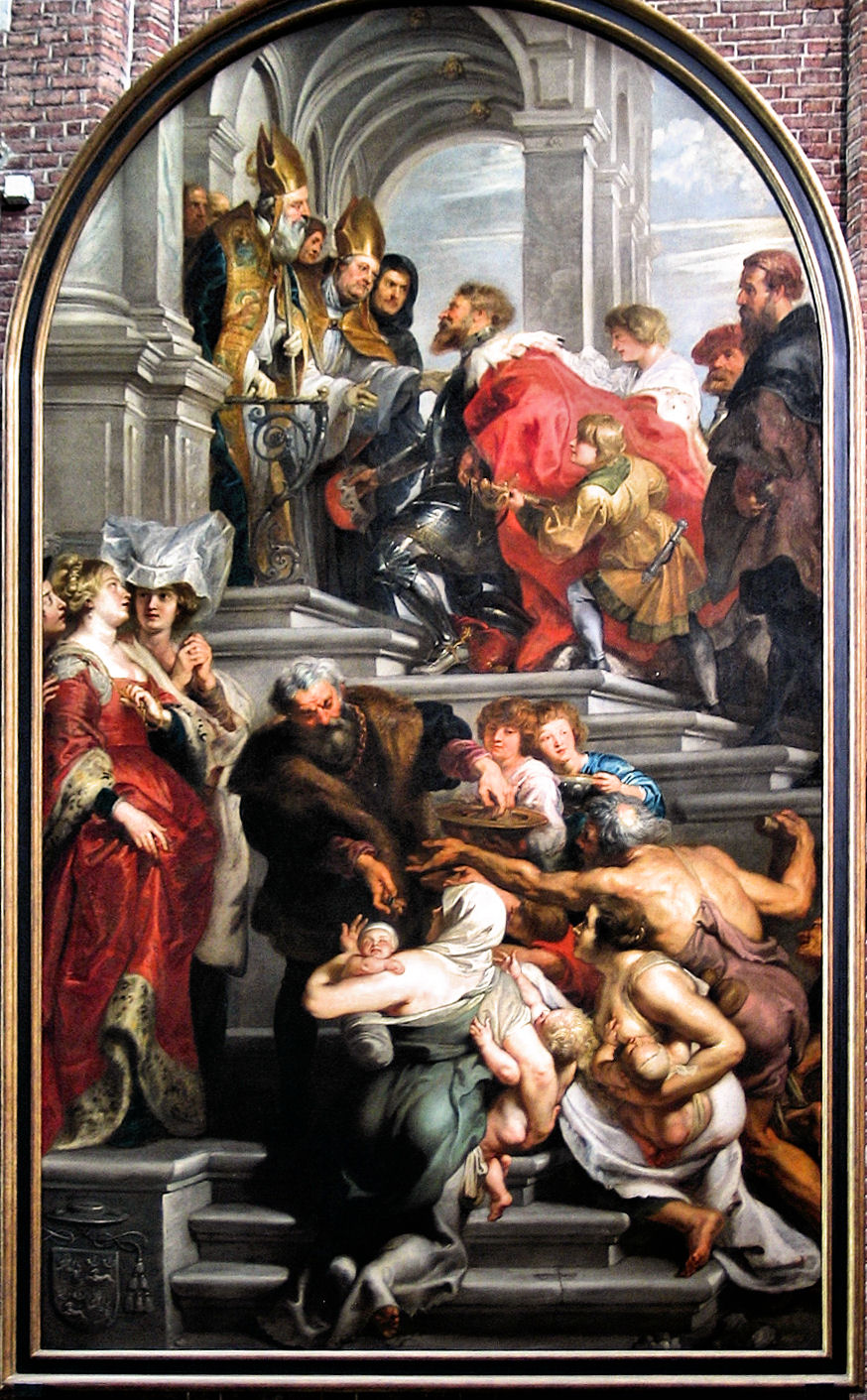
聖バーフの修道院入門
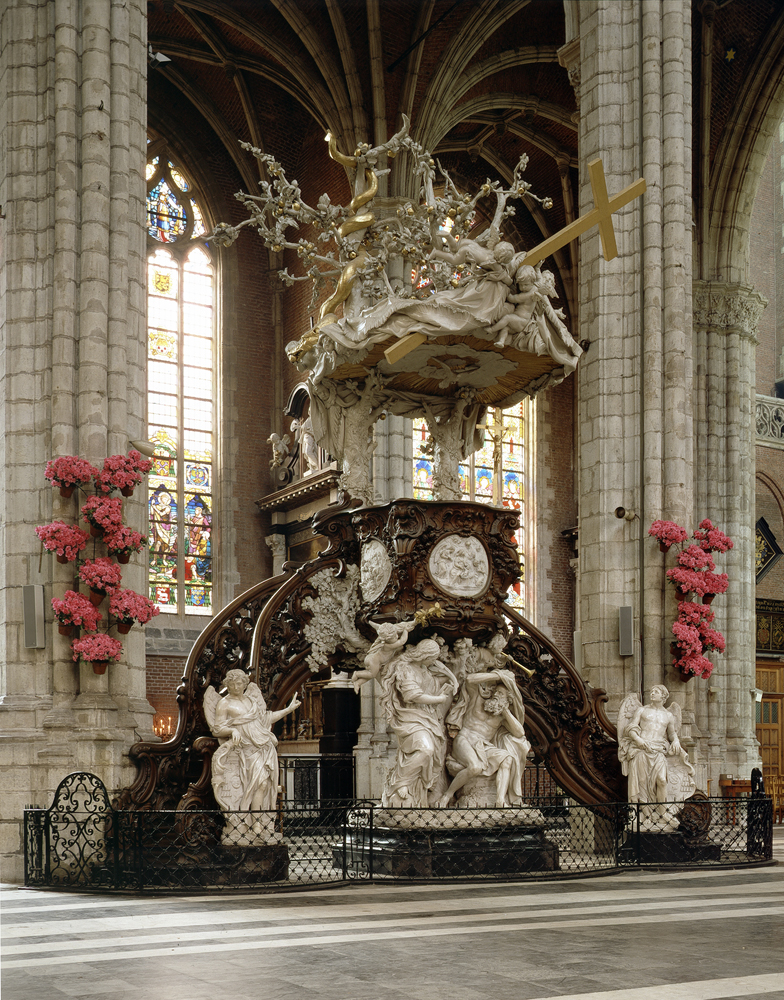
真理の説教壇
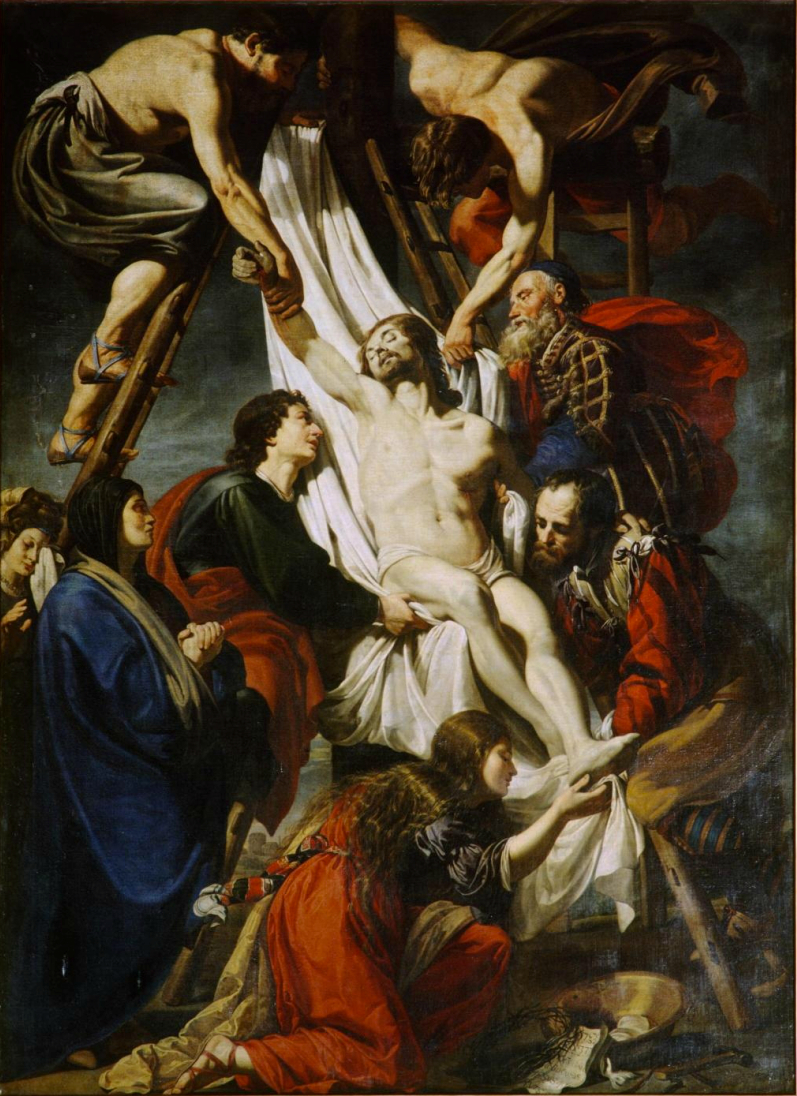
キリストの降架（テオドール・ロンバウツ画）